# Francisco Martínez-Aldama
Juan Francisco Martínez-Aldama Sáenz, né le 4 octobre 1965, est un homme politique espagnol membre du Parti socialiste ouvrier espagnol (PSOE).

## Biographie

### Vie privée
Il est marié et père d'une fille et un fils.

### Formation
Il est titulaire d'une licence en philosophie et en lettres.

### Activités politiques
Il est conseiller municipal de Herce de 1995 à 2003 puis député au Parlement de La Rioja de 2003 à 2015, étant le candidat socialiste à la présidence de la communauté autonome lors des scrutins de 2003, 2007 et 2011.
Le 20 novembre 2011, il est élu sénateur de la circonscription de La Rioja au Sénat et réélu en 2015 et 2016. Il abandonne dès lors la politique régionale.